# 見参楽
見参楽（みさんが）とは、フジテレビがネット配信用に制作したオリジナル映像作品を無料で配信する動画サービス。開始当初は5番組が用意され、将来的にはSNSやユーザー投稿の動画を活用した番組なども検討されていた。

## 概要
フジテレビが無料の動画コミュニティサイトとして、見参楽を2011年4月18日にスタートし、同社がネット配信用に制作したオリジナル映像作品を無料配信するサービス。サービス開始時の配信プラットフォームはPCと携帯電話（ドコモのみ）、ストリーミング配信に加え、iTunes向けにも配信。ポッドキャスト番組と同様にPCでダウンロードし、iPod/iPad/iPhoneなどに転送して視聴する事もできる（一部コンテンツ除く）。iPhoneやiPadなどのブラウザから視聴する事はできない。番組と視聴者のコミュニケーションを重要視しているのが特徴で、視聴者の意見や要望を番組に反映させるなど、視聴者対話型・参加型の番組作りに注力していくという。その一環として、TwitterやFacebookといった既存SNSとの連携も視野に入れている。2014年時点で新規配信も無く、公式サイトも閉鎖されている。
なお、2012年にフジテレビ本社内で自殺した元ニッポン放送・フジテレビアナウンサーの塚越孝が生前当サイトのプロデュースに関わり出演者としても複数番組を持っていたこともあり、消滅は塚越の自殺が大きく影響しているのではとの見方もある。

## 配信番組

### 大杉漣の「漣☆写でGO!」
視聴者から送られてきた一枚の写真を、何処から、どのようなアングルで撮影したのか?を、俳優・大杉漣が探す旅に出る散歩型のロケ番組。配信期間は1話あたり6カ月間。不定期ながらBSフジでも放送され、後にBSフジにて当番組の後継番組である『大杉漣の漣ぽっ』がスタートされた。

### 電報日和
小西真奈美がストーリーをナビゲートする電報にまつわるドラマ。予告編と本編で構成され、1話あたり3カ月間配信。2012年2月29日より最新話が配信再開。

### シークレットガールズ
見参楽初のドラマ番組。彗星のごとく現れた5人組スーパーアイドル「シークレットガールズ」。秘密のアイドルと学校生活、二つの顔を使い分けながら恋や夢に向かいあう5人の学園・恋愛・アイドルドラマ。アイドリング!!!メンバーが出演。毎月1話配信予定。

### feel it! D1グランプリ
自動車のテクニックの1つ「ドリフト」を駆使し「ドリフト走行のカッコよさ」で勝敗を決める、世界最高峰の競技「D1グランプリ」。D-signの鈴木蛍、小林アナが番組をナビゲートし、2011年グランプリのハイライトシーンVTRを中心に紹介していく。

### 週刊!NIPPONちびっこランド
日本の美しき風土に根差し、これまで日本人が長きに渡って育んできた文化や伝統、そして心(魂)…将来への憂い絶えない今だからこそ、この国（日本）のことを、明日を生きる日本のちびっこ達に伝える教育バラエティ番組。MCは若手俳優の早田剛と、女性タレントの夏川純が明るくナビゲートしている。

### アナタメマン
人生相談をしてくれるという不思議なATM「あなたのためのマシーン」、略して「アナタメマン」があるコンビニを舞台に繰り広げられるバラエティ番組。毎回アナタメマンの元に、相談者が訪れる。そんなリアルに悩める相談者に対して、アナタメマンが「基本はおもしろく、時に厳しく、時に優しく」アドバイスをしていく。また、何故か相談者の協力によって、番組は作り上げられていくという番組。ATM役は不明。

### おやこでみよう!ちびっこドーガ
篠原ともえを番組メインMCに迎え、こどもたちが笑って学べるコーナーが盛りだくさん。仲良しモモンガ3きょうだいが繰り広げるオープニングに、ほんわかアニメの「じゃがいぬくん」、ちびっこたちと社会体験する「マヨチャレ」、ゆかいなキャラクターたちと楽しく交通安全を学べる「トキオくんのこうつうあんぜん」、こども大好き！工作コーナー「モリモリこうさく」など、多彩な内容。

## 配信番組 出演者

### 大杉漣の「漣☆写でGO!」
- 旅人 : 大杉漣
- ヒントちゃん : 安藤なつ (ぷち観音)
- ナレーション : 松原陽子 (ぷち観音)

### 電報日和
- 小西真奈美 - ストーリーナビゲーター

#### 第1話 本日のプロポーズ
- 森脇英理子 - 山田桃子役
- 永岡卓也 - 佐藤マコト役
- 藤沢かりん - サナエ役
- 岡村萌子 - ミカ役
- 服部華奈 - 齋藤役
- 和田成正 - マコトの後輩役
- 堀田眞三 - 峰岸役

#### 第2話 彼女と彼の距離
- 佐藤めぐみ - 相田幸子役
- 松尾英太郎 - 中山修役
- 栗原寛孝 - 男性客役

#### 第3話 仲間へのメッセージ
- 大石悠馬 - 秋山大輔役
- 西山潤 - 伊沢隼人役
- 矢野太一 - 長谷川圭役
- 阿南敦子 - 秋山祥子役

#### 第4話 遠距離のバースデー
- 高橋真唯 - 村上紫乃役
- 竹財輝之助 - 田中航平役
- 生津徹 - 吉川勇治役

#### 第5話 定年退職する父へ
- 田中幸太朗 - 水野 颯太役
- 成瀬正孝 - 水野 正孝役
- 落合ひとみ - 水野 紀子役
- 本井博之 - 小林 守役
- 吉岡あや - 女子社員役
- 飯田隆裕 - 男子社員役

#### 第6話 卒業
- 石橋杏奈 - 二宮 遥役
- 山﨑賢人 - 平川 亮太役
- 荒井萌 - 国分 美穂役
- 野村周平 - 太田 春樹役
- 飯田隆裕 - 担任の石塚役

### シークレットガールズ
- 伊藤祐奈（アイドリング!!! 23号）
- 橋本楓（アイドリング!!! 21号）
- 朝日奈央（アイドリング!!! 15号）
- 三橋奈波
- 冨田真由
- 田中聡元
- 堀部圭亮

### feel it! D1グランプリ
- D-Sign:小林アナ
- D-Sign:鈴木蛍

### 週刊!NIPPONちびっこランド
- MC
  - 早田剛 看板むすこ
  - 夏川純 看板むすめ

- 「和」なコント
  - 富田翔
  - 神崎千晶
  - スギちゃん
  - 1、2の大心

- みぢかなところの「○」がいっぱい
  - オテンキ
  - シーランド

- 歌
  - キミーブラウニー
  - 岩波理恵

- 声
  - 河村和奈
  - 荒井聡太